# Ушбенка
Ушбенка (ісп. Uxbenka) — руїни міста цивілізації мая в окрузі Толедо (Беліз).

## Історія
Поселення на місці Ушбенки виникло наприкінці докласичного періоду. Воно отримало назво Йашха'аль. Після 200 року почало перетворюватися в столичне місто. Між 200 та 250 роками остаточно сформувалося невеличке царство, назва якого невідоме. Також поки що не дешифровано «емблемний ієрогліф». Місцеві ахави тоді встановили дружні стосунки з новою династією мутульських царів. Можливо тоді династії породочалися, або до влади в Йашха'алі прийшла гілка володарів Мутуля.
Вигідне розташування між Петеном і долиною річки Мотагуа сприяло економічному піднесення міста і царства, яке перетворилося у провідну державу на територію південної частину сучасного Белізу. Було встановлено вигідні торгівельні та культурні стосунки також з царствами зі столицями у Ним-Лі-Пуніті та Лубаантуні.
Цей період тривав до 562 року, коли Мутульське царство зазнало поразки у боротьбі з Канульським царством. В результаті Йашха'аль також зазнав нападів, а його гегемонія в південному Белізі почало оскаржувати царство Ун. В результаті у 2-й пол. VI ст. відбулося значне політичне та економічне послаблення міста і царства.
Відродження відбувається у VII ст. Наприкінці того ж століття царство знову відроджує свій вплив, що пов'язано з новим посиленням Мутульського царства. Розквіт в Йашха'алі тривав протягом VIII с., але після 800 року настав явний занепад і десь через 100 або 150 років городище спорожніло.
Археологічні дослідження свідчать про те, що ґрунти навколо Ушбенка мають високу кількість поживних речовин, що робить область сприятливою для сільськогосподарського виробництва. Сільські методи Shlash-Offer та Milpa використовували мешканці Ушбенка, а також стратегії управління ґрунтом, такі як терасування. Терасування використовує схили пагорбів для боротьби з ерозією ґрунтів та використання наявних земельних ресурсів.

## Розташування
Розташоване на відстані майже у 15 км на схід від кордону Белізу з Гватемалою.

## Опис
Найстаріші споруди Ушбенки датуються I ст. до н. е. — I ст. н. е. Основу археологічної пам'ятки становить головна площа, як і в інших містах мая. Біля неї є Споруда А-4 і піраміда Б-група.
Тісний зв'язок Ушбенки з городищами Центрального Петена в докласичний і ранньокласичний періоди простежується в кераміці, архітектурі, загальних ритуальних традиціях.
Біля Споруди А-4 виявлено багате поховання, де виявлено кераміку, вушні вставки монисто і намистини з жадеита, а також більше сотні намистин з мушель. Особливий інтерес представляє виявлена неподалік різьблена жадеїтова «ложка» тонкої роботи, виконана в ольмекському стилі, яка датується середнім докласичним періодомом (900—300 роки до н. е.).
Натепер зберігся досить монументальний корпус, що складається з 23 стел і численні фрагменти, майже всі ці скульптури збереглися в дуже поганому стані, сильно зруйновані грабіжники і вандали, а також вплив навколишнього середовища. Стели 11, 18, 21, 23 за стиле можуть бути датовані раннім класичним періодом є найдавнішими з відомих пам'ятків мая в Південному Белізі.
На стелах 18 і 21 представлено зображення священних ахавів, на останній також збереглися фрагменти тексти, в яких йшлося про освячення монумента на честь закінчення календарного циклу і про родовід володаря.
На стелі 14 частково збереглася дата Довгого рахунку, що відноситься до проміжку між 672 і 692 роками. Стела 19 колись містила найдовший напис в Ушбенкі, яка тепер майже зовсім нечитабельна. Її дату археолог Ф. Ван'єрка на підставі промальовування Д. Монтгомері реконструює як 9.12.11.13.11, 3 Чувен 4 Кумк'у (31 січня 684 року). Закінчення двадцятиріччя 9.16.0.0.0, 2 Ахав 13 Сек (9 травня 751 року) було відзначено встановленням стели 22. Останнім датованим пам'ятником є стела 15, що присвячено до ювілею 9.17.10.0.0, 12 Ахав 8 Паш (2 грудня 780 року).

## Дослідження
Про існування цього давнього міста археологи вперше дізналися від місцевих жителів в травні 1984 року. Того ж року почалися розкопки головній площі. Втім основні дослідження розпочалися з 2007 року й тривають до 2017 року.